# Медаль «За 30 лет безупречной службы»
Медаль «За 30 лет безупречной службы» (хинди 30 वर्ष लम्बी सेवा पदक, англ. 30 Years Long Service Medal) — военная государственная награда Индии, учреждённая с целью поощрения военнослужащих за самоотверженную и безупречную службу.

## История
Медаль «За 30 лет безупречной службы» была учреждена в 1980 году в знак признания исключительной самоотверженности и преданности военнослужащих Вооружённых сил Индии, отслуживших тридцать лет.

## Описание
Круглая медаль подвешивается на ленте оранжевого цвета с центральной полосой красного, тёмно-синего и голубого цветов. Оранжевый цвет символизирует энтузиазм и энергию, а центральные полосы — мужество (красный), верность (тёмно-синий) и мир (голубой). Это сочетание отражает основные ценности и идеалы, которых придерживаются вооружённые силы на протяжении всей службы.
Ширина ленты 31 мм, ширина оранжевых полос - по 11 мм, красной, синей и голубой полос - по 3 мм.